# Estratégio Apião (cônsul)
Flávio Estratégio Apião Estratégio Apião (em latim: Flavius Strategius Apion Strategius Apion; m. entre 577 e 579) foi um oficial militar bizantino do século VI, ativo durante o reinado dos imperadores Justiniano (r. 527–565) e Justino II (r. 565–578). Membro da rica e proeminente família Apião de Oxirrinco, no Egito, ascendeu nas fileiras na burocracia imperial até tornar-se cônsul em 539 e receber o título honorífico de patrício.

## Vida

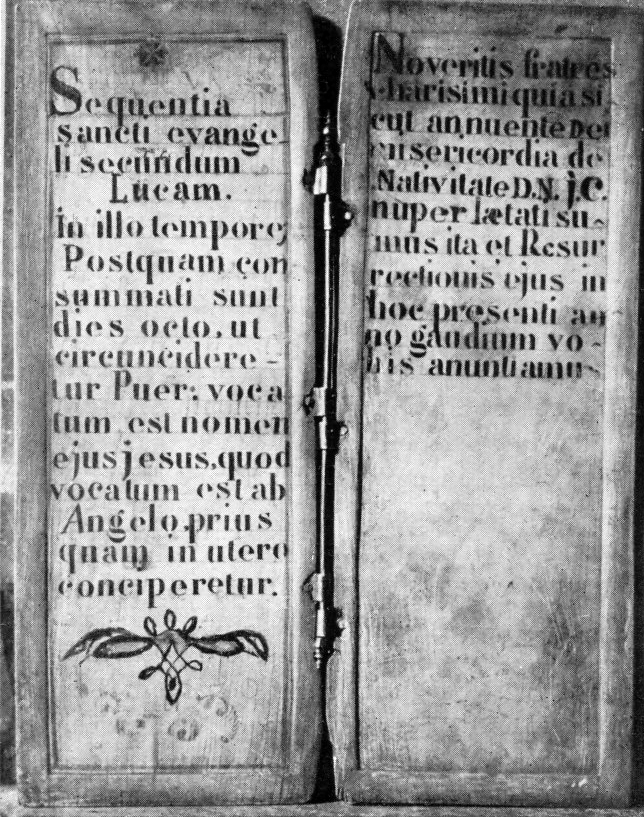
Díptico consular de Estratégio

Estratégio Apião foi filho do sênior Estratégio com sua esposa Leôncia. Teve um filho também conhecido como Estratégio, nomeado num dos papiros de Oxirrinco. Esse filho e sua esposa Eusébia mantiveram relações amigáveis com papa Gregório I, que foi mencionado em sua extensa correspondência. O mais jovem Estratégio não era o único herdeiro de Apião mencionado em seu testamento. Compartilhou sua herança com Prejecta, outro Apião e Jorge. Uma interpretação do texto sugere Prejecta como a viúva de Estratégio Apião, enquanto Estratégio, Apião e Jorge eram seus três filhos.
Estratégio Apião é mencionada variadamente como cônsul, homem ilustre e conde dos domésticos durante os anos 530. Textos de ca. 547-548 mencionam-no como patrício, enquanto textos de ca. 548/9 a 550/1 mencionam-no como duque da Tebaida. Essa posição tipicamente veio com o título honorífico de patrício. É chamado patrício num texto de 556, indicando que já havia o recebido. Pelo período foi chamado de estratelata e pagarco de Arsinoé. Isso colocou-o no comando da pagarquia local e Oxirrinco e suas proximidades.
Os papiros de Oxirrinco preservam informações como a extensão das propriedades familiares e os negócios relativos a eles. João Malalas também menciona uma residência de Apião em Constantinopla em relação ao incidente de maio de 562, quando certas pessoas da Casa de Apião proferiram insultos verbais à facção Verde do hipódromo. Apião presumivelmente estava ativo no senado bizantino quando presente na capital. Aparece na documentação como ainda vivo por 557, embora já estivesse morto por 579.